# Grób członków Sztabu Armii Ludowej na skwerze Hoovera w Warszawie

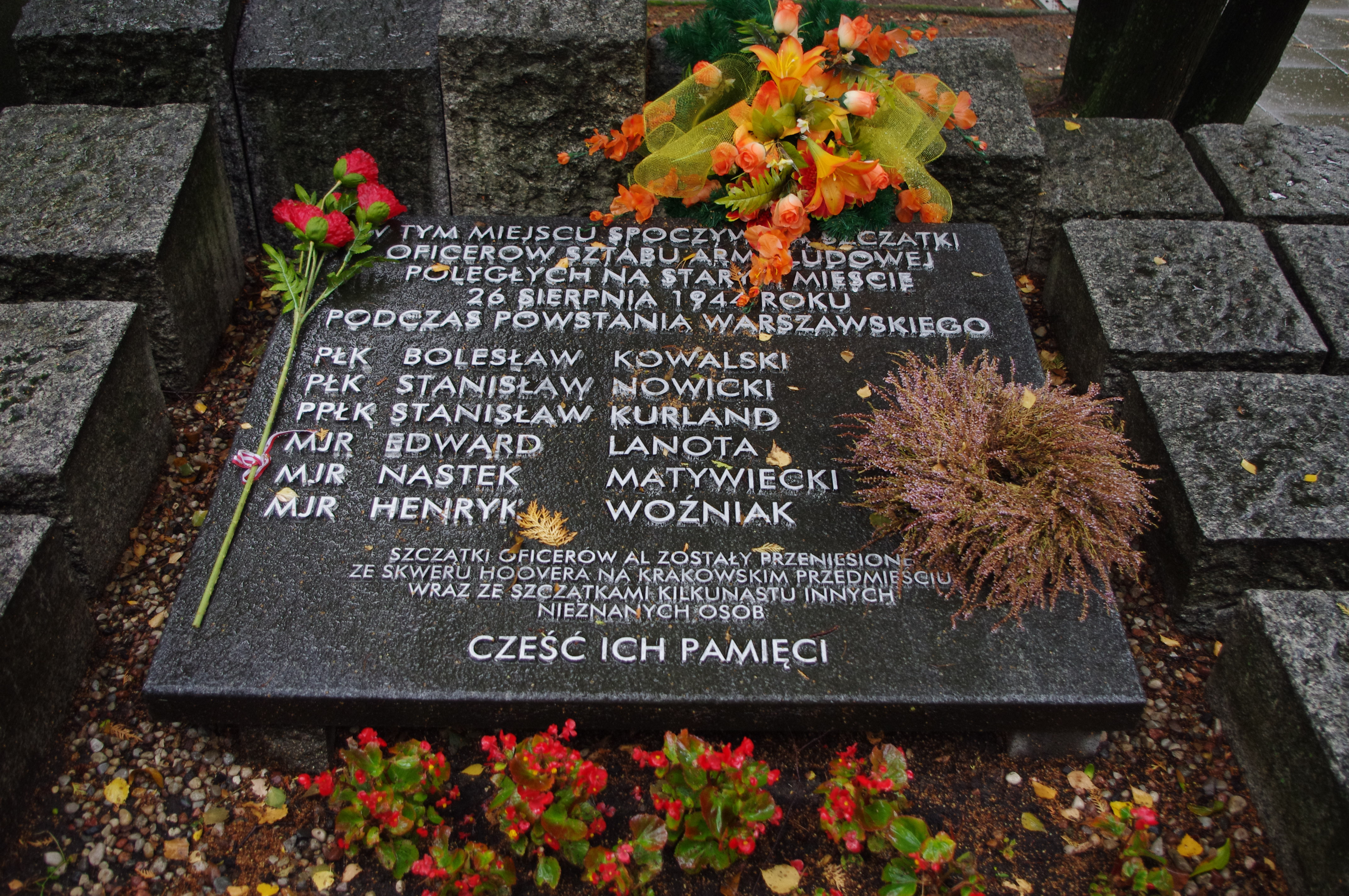
Grób członków Sztabu AL na cmentarzu Wojskowym na Powązkach

Grób członków Sztabu AL na skwerze Hoovera w Warszawie – nieistniejąca już mogiła pięciu członków sztabu okręgu warszawskiego Armii Ludowej (AL) poległych w powstaniu warszawskim. 

## Opis
W mogile pochowano dowódcę okręgu mjr. Bolesława Kowalskiego, członka Sztabu Głównego AL mjr. Stanisława Nowickiego, szefa sztabu okręgu kpt. Edwarda Lanotę, dowódcę oddziałów Służby Bezpieczeństwa AL w powstaniu kpt. Stanisława Kurlanda i oficera sztabowego por. Anastazego Matywieckiego poległych 26 sierpnia 1944 r. w kwaterze dowództwa AL na Nowym Mieście przy ul Freta 16 po jej zbombardowaniu. Początkowo ich mogiły mieściły się przy gruzach zbombardowanej kamienicy, ale w marcu 1945 r. ciała zostały ekshumowane i uroczyście złożone we wspólnym grobie na skwerze Hoovera na Krakowskim Przedmieściu. 
Miejsce zostało trwale upamiętnione w 1953 r.. Umieszczono tam płytę granitową z napisem. Co roku 26 sierpnia zbierali się kombatanci i odbywały się uroczystości z udziałem kompanii honorowej wojska z uroczystym złożeniem kwiatów. 
Ostatecznie Rada Ochrony Pamięci Walk i Męczeństwa mimo protestów rodzin zadecydowała o usunięciu płyty z mogiły. 9 października 2008, w czasie prac prowadzonych na skwerze przez Zarząd Terenów Publicznych Śródmieście, robotnicy kładący podziemne instalacje światłowodowe usunęli płytę i natrafili na szczątki. Robotnicy wykopali 4 trumny, a także krzyż, zegarek, przedwojenne monety, pozostałości po odzieży i butach, czerwoną flagę z napisem „AL”. Na miejsce została wezwana policja i archeolog z biura stołecznego konserwatora zabytków. Prasa nagłośniła sprawę informując, iż odnaleziono niezidentyfikowane szczątki powstańcze. Informacje te wynikały z faktu, że od wielu lat mogiła nie figurowała w żadnych rejestrach i w ewidencji wojewody i traktowana była jako grób symboliczny. Dalej sprawę nagłośnili zbulwersowani krewni pochowanych w tym poeta Piotr Matywiecki. 
Szczątki złożone w mogile trafiły do Zakładu Medycyny Sądowej Warszawskiego Uniwersytetu Medycznego. Jak się okazało, w mogile poza szczątkami 5 członków Sztabu AL złożone były szczątki co najmniej kilkunastu osób dorosłych obojga płci oraz dziecka w wieku około siedmiu-ośmiu lat prawdopodobnie również poległych w czasie bombardowania kamienicy przy ul. Freta 16. 
Prokuratura prowadziła śledztwo w sprawie przekroczenia uprawnień przez urzędników, którzy dopuścili do usunięcia płyty i rozkopania grobu na skwerze Hoovera. Postępowanie umorzyła, nie dopatrując się naruszenia prawa.
26 sierpnia 2009 r., w rocznicę śmierci, wszystkie szczątki z grobu na skwerze Hoovera spoczęły w zbiorowej mogile w kwaterze AL na cmentarzu Wojskowym na Powązkach. Uroczystość miała charakter świecki z ceremoniałem wojskowym.